# نسبت انگشت دوم به انگشت چهارم

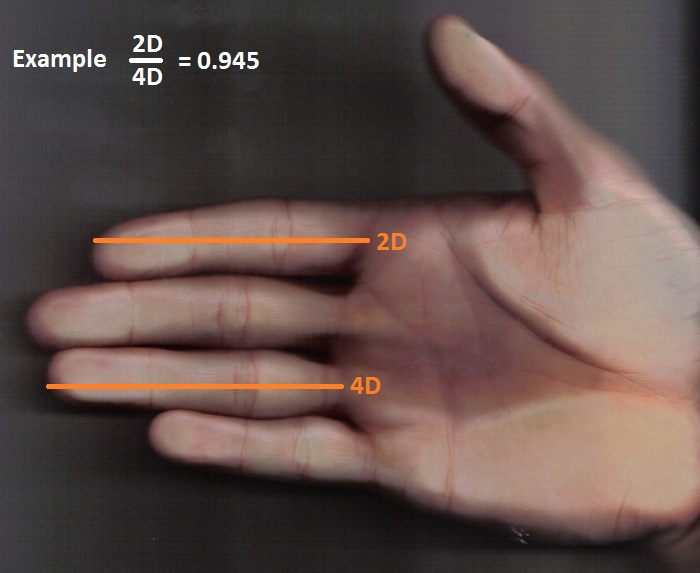

نسبت انگشت دوم به انگشت چهارم به نسبت طول انگشت اشاره به طول انگشت حلقه گفته می شود. این نسبت متأثر از آندروژن و تستوسترون در رحم است. به گونه‌ای که هرچه این نسبت کمتر باشد میزان ترشح آندروژن بیشتر است.
این نسبت یک دودیسی جنسی است: به طور کلی و میانگین، در مردان؛ انگشت اشاره کوچکتر از انگشت حلقه است و ‌در زنان؛ انگشت نشانه بزرگتر از انگشت حلقه است.

## توزیع نسبت دو انگشت
از یک پژوهش بر روی ۱۳۶ مرد و ۱۳۷ زن:
- مردان: به طور متوسط ۰٫۹۴۷، انحراف معیار ۰٫۰۲۹.
- زنان: متوسط ۰٫۹۶۵، انحراف معیار ۰٫۰۲۶.

با فرض توزیع استاندارد، دهمین و نودمین درصد توزیع برای مردان ۰٫۹۱۰ و ۰٫۹۸۴ و برای زنان ۰٫۹۳۲ و ۰٫۹۹۸ هستند.

## ارتباط با ویژگی‌ها
بعضی از پژوهش‌ها بیان داشته‌اند که بین نسبت انگشت دوم به چهارم با بعضی از ویژگی‌ها رابطه وجود دارد.

### فیزیولوژی و بیماری‌ها
کاهش اسپرم، بیماری‌های قلبی(مردان بانسبت بالا)، سندرم متابولیک، سرطان پروستات(مردان با نسبت پایین)، اندازه آلت مردانه

### بیماری‌های روانی
درخودماندگی(مردان بانسبت بالا)، افسردگی(مردان بانسبت بالا)، اسکیزوفرنی(مردان بانسبت بالا)، اختلال کم‌توجهی - بیش‌فعالی، اختلالات غذایی در زنان و مردان، وابستگی به الکل(مردان با نسبت پایین)، اضطراب در مردان(مردان بانسبت بالا)، نشانگان آسپرگر

### رفتار فیزیکی
اسکی، بازی فوتبال، ورزش در زنان، تجارت اقتصادی، یکسان‌دستی
قدرت دست و هورمون‌های آنابولیکی در کشتی گیران (http://asp.journals.umz.ac.ir/article_785_118.html)

### شخصیت
جرات در زنان، تخاصم، مردانگی در دستخط، شخصیت، نمره گرفتن: به طور متوسط مردان با نمره بالاتر میزان نسبت بالاتری دارند، توانایی موسیقایی

### مدیریت
رهبری، بدعت‌گرایی

### ادراک احساسی
ادراک بو(مردان بانسبت بالا)، ادراک رنگ(مردان بانسبت بالا)، ادراک در لمس

### گرایش جنسی
در زنان (برای نقش جنسی); در همجنس‌گرایان مرد (نقش شهوانی).، زنان همجنس‌گرا در مقابل زنان دگرجنس‌گرا؛  زنان دگرجنس‌گرای بوچ و فم.، همجنس‌گرایان مرد و دگرجنس‌گرایان مرد. بعضی از تحقیقات ارتباط نشان داده‌اند بعضی خیر.، تفاوت در نسبت برای دوقلوهای یکسان زنی که از نظر گرایش جنسی متفاوت‌اند.، اثر ترتیب تولد بر گرایش جنسی بر نسبت نیز مؤثر است.، انحراف جنسی (فتیش بیش از اندازه).